# Dentilla
Dentilla is een geslacht van vliesvleugelige insecten van de familie Mierwespen (Mutillidae).

## Soorten
- D. curtiventris (Andre, 1901)
- D. erronea (Andre, 1902)
- D. persica (Sichel & Radoszkowski, 1870)